# Dericorys annulata
Dericorys annulata är en insektsart som först beskrevs av Franz Xaver Fieber 1853.  Dericorys annulata ingår i släktet Dericorys och familjen Dericorythidae. Inga underarter finns listade i Catalogue of Life.